# Wilhelmina Boije
Wilhelmina "Mina" Boije af Gennäs, född 1818, död 1873, var en finländsk pianist.
Boije var ett av åtta barn till den svenska adelsmannen Clas Otto Boye af Gennäs (1778–1854), ryttmästare vid skånska husarregementet och tullförvaltare i Björneborg, och Marianna Horn af Rantzien (1782–1855), och växte upp i Finland. 
Hon blev liksom sin syster Gustava Eleonora musiklärare. 1847 uppträdde hon liksom sin syster Betty Boije på konsert i Åbo, men till skillnad från denna blev hon inte aktiv som sångare utan som pianist. 
År 1853 följde hon med sin syster Betty Boije och sin svåger Isidor Danström på deras turné till London, och sedan Washington och New York i USA, där hon ackompanjerade deras sång på piano.  
Hennes syster och svåger återvände till Sverige 1854, men hon valde att stanna i USA, där hon verkade som en ansedd pianolärare. Hon engagerades som musiklärare vid en uppfostringsanstalt i Washington i maj 1854. Hon avled ogift i Philadelphia. 